# Das Ich
Das Ich es un duo alemán de música industrial fundado en 1989. El grupo, formado por Stefan Ackermann y Bruno Kramm, fue uno de los iniciadores del movimiento "Neue Deutsche Todeskunst" (Nuevo Arte Alemán de la Muerte) en la década de los 90. El término alemán "Das Ich" hace referencia al concepto freudiano que James Strachey tradujo como "ego"

## Historia
Su primer álbum de duración larga, Die Propheten, fue lanzado en Alemania en 1991 y en 1997 en los Estados Unidos vendiendo más de 30,000 copias. En 1996, Egodram mostró más tendencia hacia los sonidos rítmicos e Industriales, dando como resultado los sencillos Kindgott y Destillat. El álbum fue seguido de una gira por los Estados Unidos en 1996 y 1997. A esto le siguió el disco Morgue en 1998, álbum basado en el poemario Morgue y otros poemas de Gottfried Benn.
En 1999 lanzan un álbum con versiones remix de sus mejores canciones, Re-Laborat, conformado por 2 discos: Re-Laborat y Re-Animat. Incluye versiones remix hechas por bandas como Atrocity, VNV Nation y Funker Vogt entre otros.
En el año 2001 es lanzado Anti'Christ, el cual es una crítica a la política mundial y a la iglesia. En 2002, es lanzado Relikt, disco con "Lo mejor de". En 2004 realizan el álbum doble Lava, conformado por:
- Lava:Glut: Disco con tracks más instrumentales que industriales.
- Lava:Asche: Disco con versiones para salones de baile de Lava:Glut.

En el año 2006 lanzan otro álbum doble:
- Cabaret: Disco con canciones de estilo circense, como lo marca el nombre, y más instrumentales.
- Varieté: Disco con versiones remix de Cabaret, hechas por bandas como Stillste Stund, Metallspürunde y FabrikC entre otros.

En ese mismo año lanzan el DVD Panopticum, con videos en vivo.
Esta banda es conocida alrededor del mundo y han tenido conciertos en lugares como Brasil, México, Argentina, Chile, Rusia, Israel, Japón y Estados Unidos.

## Miembros
- Stefan Ackermann, Letras y voz.

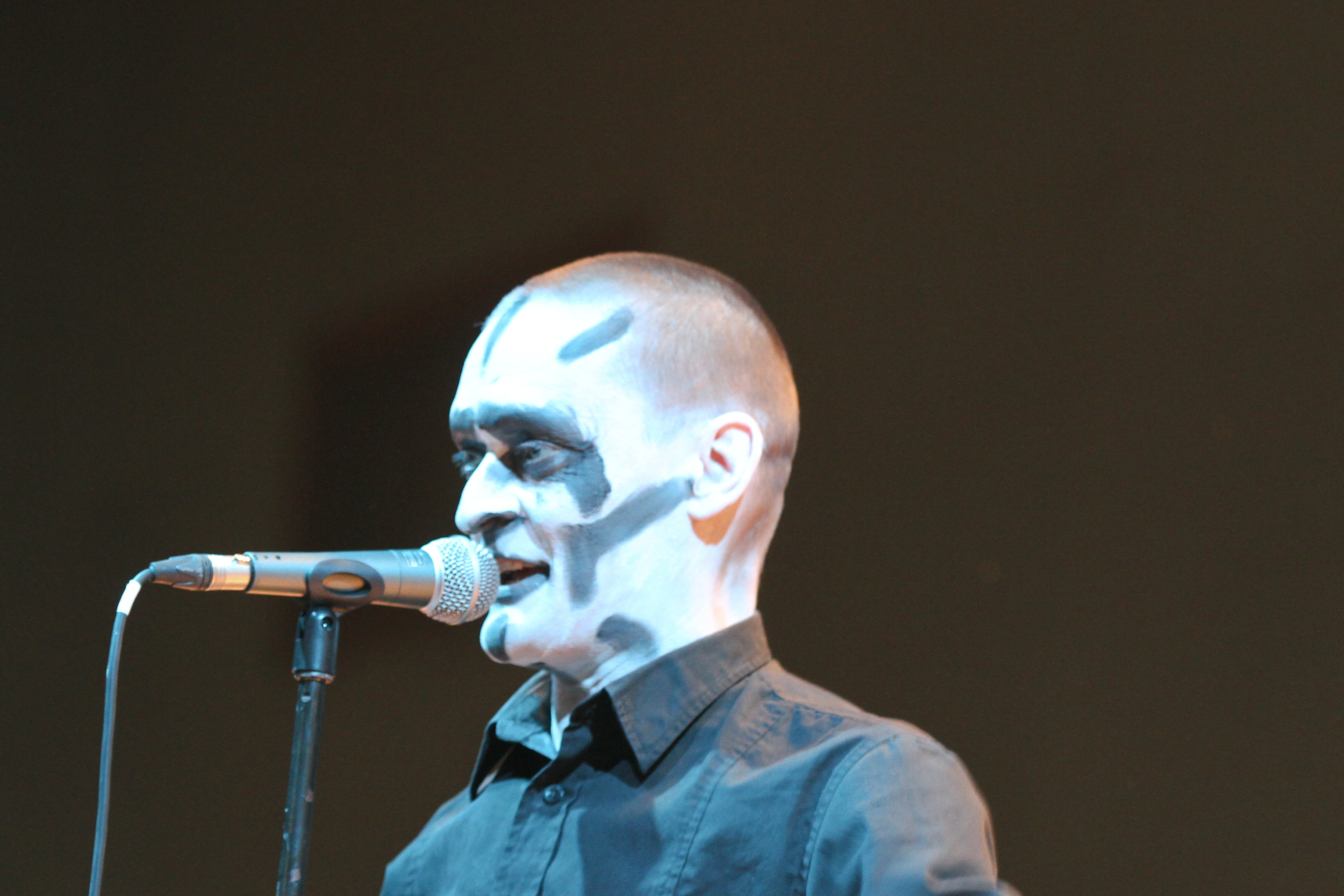
Ackermann (Wave-Gotik-Treffen 2013)

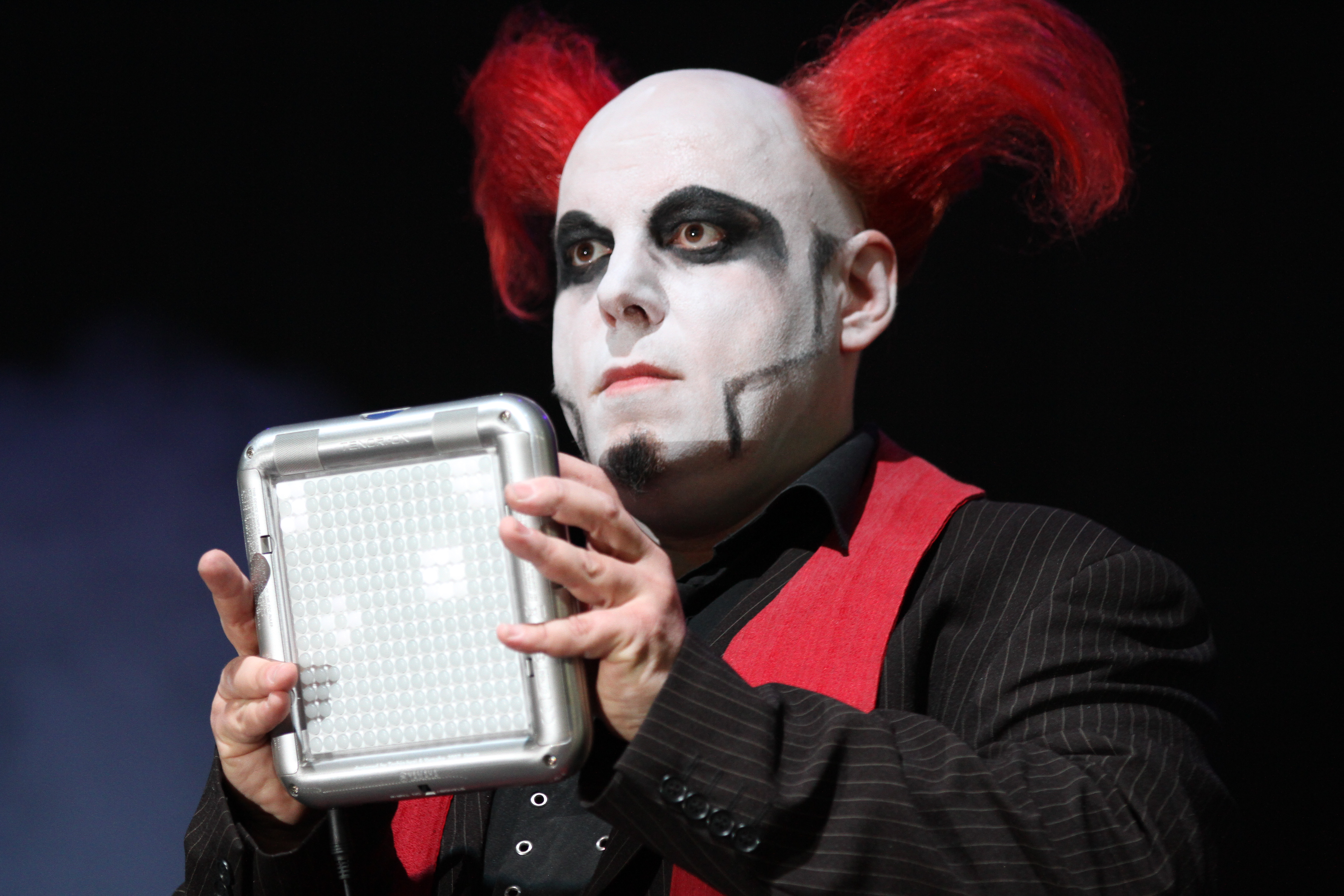
Kramm (Wave-Gotik-Treffen 2013)

- Bruno Kramm, Música, instrumentos y voz secundaria.

### Miembros en Vivo
- Stefan Siegl (Sissy) (Miembro en vivo desde 2006)
- Kain Gabriel Simon (Miembro en vivo desde 2000)
- Daniel Galda (Miembro en vivo en el periodo 1994-1999)
- Chad Blinman (Miembro en vivo en el periodo 1994-1996)
- Jakob Lang (Miembro en vivo en el periodo 1998-1999)
- Michael Schmid (Miembro en vivo en el periodo 1999-2000)
- Ringo Müller (Miembro en vivo desde 2006)

## Información Adicional
Das Ich compuso el soundtrack de la película Das Ewige Licht, dirigida y producida por Hans Helmut Häßler.

## Discografía

### Álbumes
- 1990: Satanische Verse (Versos Satánicos)
- 1991: Die Propheten (Los Profetas)
- 1994: Staub (Polvo)
- 1995: Feuer (Fuego)
- 1996: Das innere Ich (Soundtrack; El Yo Interior)
- 1997: Egodram
- 1998: Morgue (Morgue)
- 1999: Re-Kapitulation (Compilación, sólo Estados Unidos)
- 2000: Re-Laborat (Versiones Remix)
- 2002: Anti'Christ (Anticristo)
- 2003: Relikt (Compilación; Reliquia)
- 2004: Lava:Glut (Lava:Llama)
- 2004: Lava:Asche (Lava:Ceniza)
- 2006: Cabaret (Caja de edición limitada con el disco Varieté y el DVD Panopticum)
- 2007: Alter Ego (Compilación con "Lo mejor de")
- 2007: Addendum (Compilación de versiones remix, tracks inéditos y versiones alternas)
- 2011: " gotterum "

### Singles
- 1993: Stigma
- 1996: Kindgott (Dios Niño)
- 1997: Destillat

### Video
- 2002: Momentum (VCD y DVD)
- 2006: Panopticum (DVD)

### Proyectos Conjuntos y Alternos
- 1995: Die Liebe (Disco hecho en conjunto con Atrocity; El Amor)
- 2000: Coeur (Disco en solitario de Bruno Kramm)